# نوس فریست (کارولینای شمالی)
نوس فریست (به انگلیسی: Neuse Forest) شهری در ایالت کارولینای شمالی کشور ایالات متحده آمریکا است که جمعیت آن در سرشماری سال ۲۰۱۰ میلادی، ۲٬۰۰۵ نفر بوده‌است.